# عمار بلاني
عمار بلاني هو سياسي ودبلوماسي جزائري، يشغل منصب المبعوث الخاص المكلف بقضية الصحراء الغربية و بلدان المغرب العربي. شغل منصب سفير الجزائر بماليزيا وتايلاند والفلبين ثم مدير عام للإتصال والإعلام والتوثيق بوزارة الشؤون الخارجية 20 نوفمبر 2009 إلى 18 مارس 2014.